# Okular
Okular – jedna z podstawowych części budowy wielu urządzeń optycznych. Jest to element optyczny znajdujący się najbliżej oka obserwatora, służący do obserwacji obrazu tworzonego przez obiektyw danego urządzenia. Okular występuje w postaci pojedynczej soczewki lub układu optycznego. Każdy okular służy do obserwacji tylko jednym okiem.
Terminem podobnym do słowa okular są okulary, czyli przyrząd w postaci dwóch szkieł lub soczewek w oprawce, służący do ochrony oczu lub korekty wzroku. O ile jednak okulary jako przyrząd stanowią zestaw elementów dla obu oczu, to ich odpowiednikiem dla jednego oka jest monokl, a nie okular.

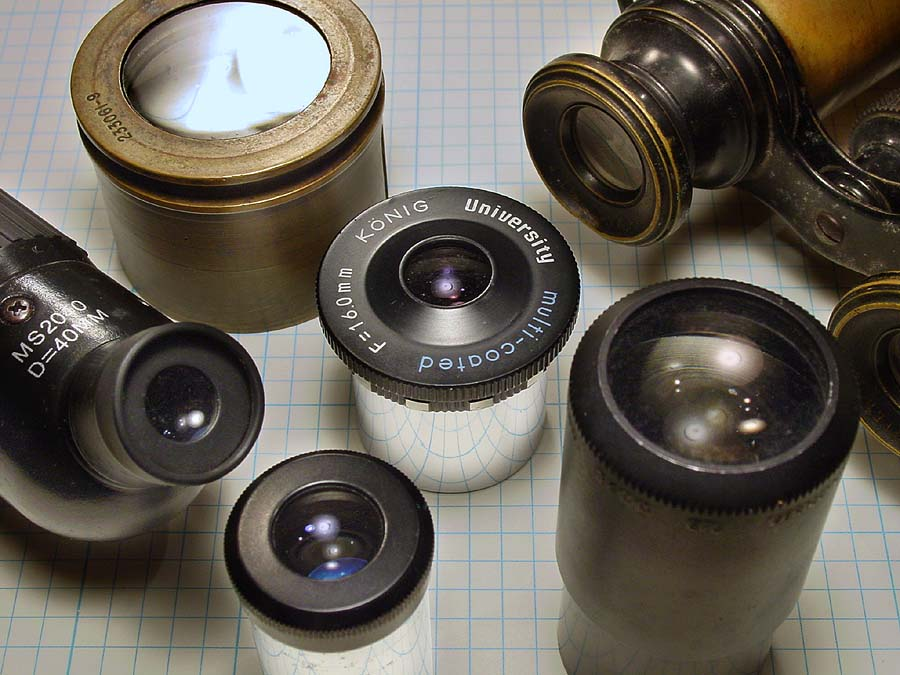
Różne rodzaje okularów

Okular może być częścią takich urządzeń, jak:
- aparat fotograficzny
- dalmierz optyczny
- mikroskop
- lornetka
- luneta
- peryskop
- teleskop

## Okular w mikroskopie optycznym
W mikroskopie optycznym okular osadzony w górnej części tubusu, składa się z dwóch soczewek płasko-wypukłych, górnej od strony oka i dolnej, zamykającej okular. Służy do powiększenia i obserwacji ocznej obrazu tworzonego przez obiektyw mikroskopu, a dodatkowo może korygować wady obrazu z obiektywu.
Mikroskop optyczny może być też zaopatrzony w nasadkę okularową: służy ona do osadzenia okularów i zmiany biegu promieni świetlnych na bardziej ergonomiczne dla obserwatora – pochylone; nasadki mogą być:
- jednookularowe – w prostszych mikroskopach;
- dwuokularowe (binokularne) – pozwalające na wygodną obserwację dwojgiem oczu, ważne nie tylko ze względu na ergonomię, ale i dla zdrowia użytkownika.

W przypadku nasadek binokularnych może być dostępna regulacja rozstawu okularów (stosownie do odległości pomiędzy źrenicami obserwatora), regulacja dioptrii (dostępna w jednym z okularów dla wyrównania różnic pomiędzy oczami obserwatora) oraz może znajdować się w nich wyjście do podłączenia aparatu fotograficznego, kamery cyfrowej itp.(może to być tzw. nasadka trójokularowa lub pojedyncza).

## Galeria

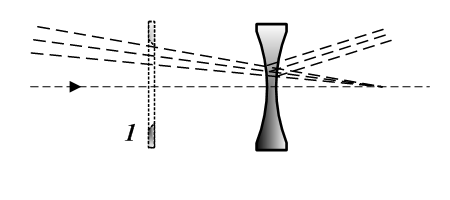
okular Galileusza
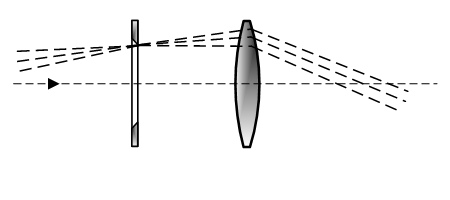
okular Keplera
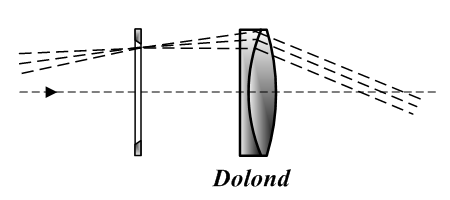
okular Dollonda
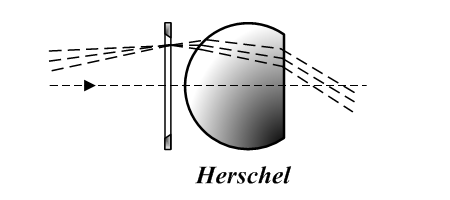
Herschela
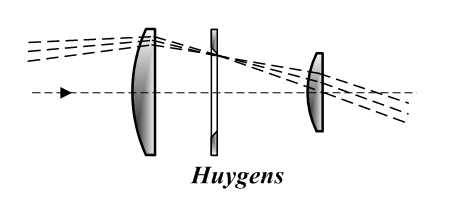
okular Huygensa
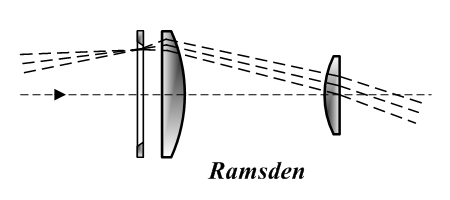
okular Ramsdena
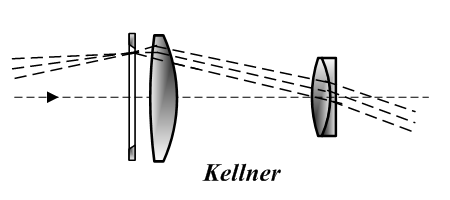
okular Kellnera
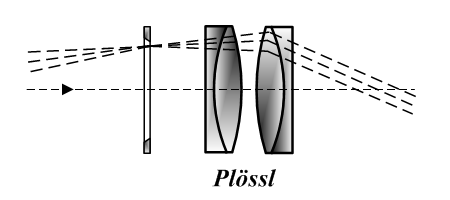
okular Plössla
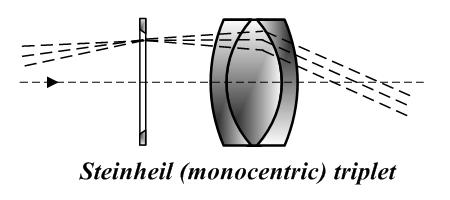
okular Steinheila
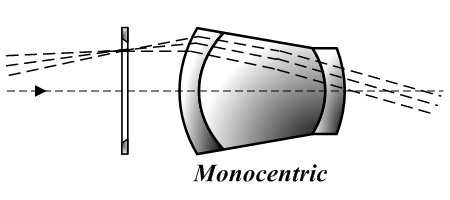
okular  monocentryczny
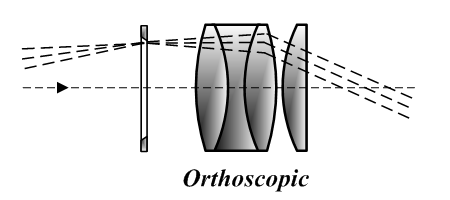
okular  Abbego (ortoskopowy)
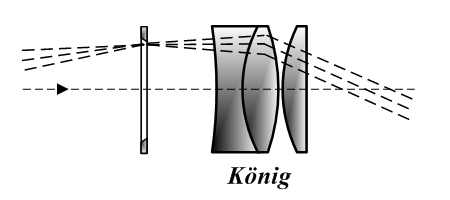
okular  Königa
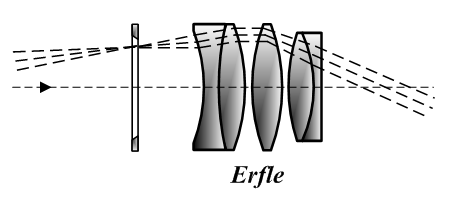
okular  Erflego
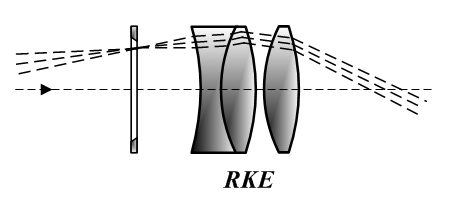
okular RKE
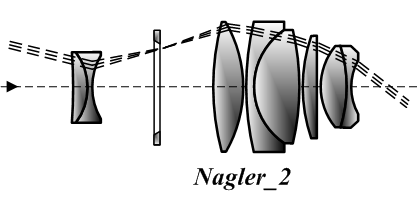
okular Naglera

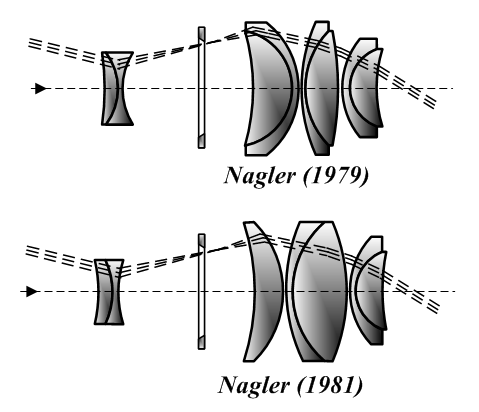
okular Naglera